# Šarmé

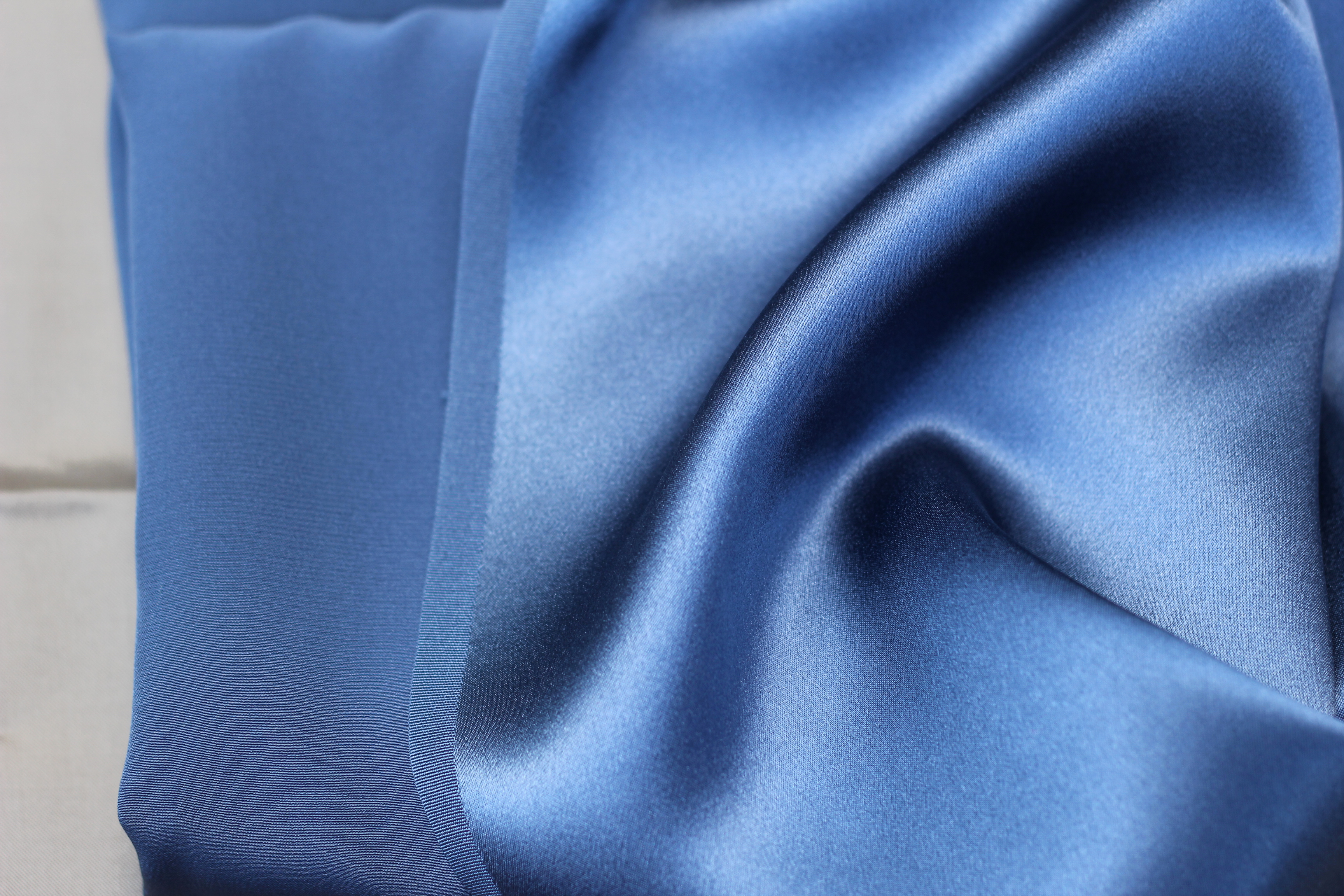
Šarmé z přírodního hedvábí

Šarmé je pletenina nebo tkanina s dvojitou vazbou.
Název pochází z francouzského charmeuse = okouzlující.

## Osnovní pletenina
Šarmé (angl.: locknit) se vyrábí s dvojitou jednolícní vazbou obvykle na osnovním stávku s použitím dvou kladecích přístrojů, z nichž jeden klade trikotovou a druhý protisměrně suknovou vazbu. Jak ukazují následující nákresy, lícní strana má svislou strukturu a na rubu jsou vidět vodorovně seřazená platinová očka.

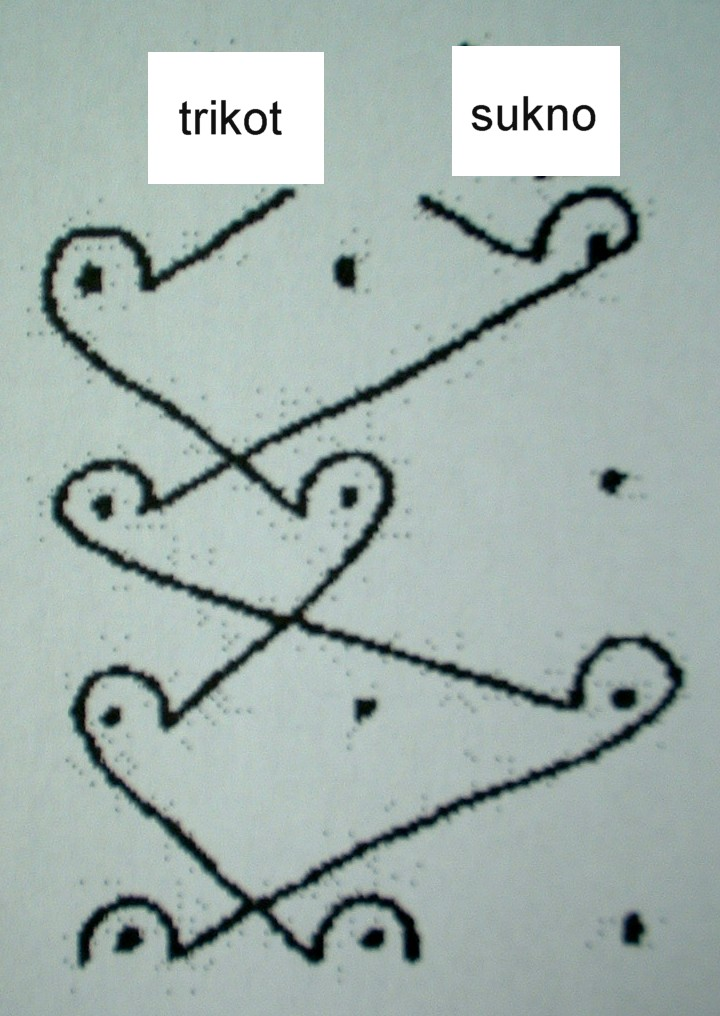
Kladení nití na kombinaci trikotu a sukna
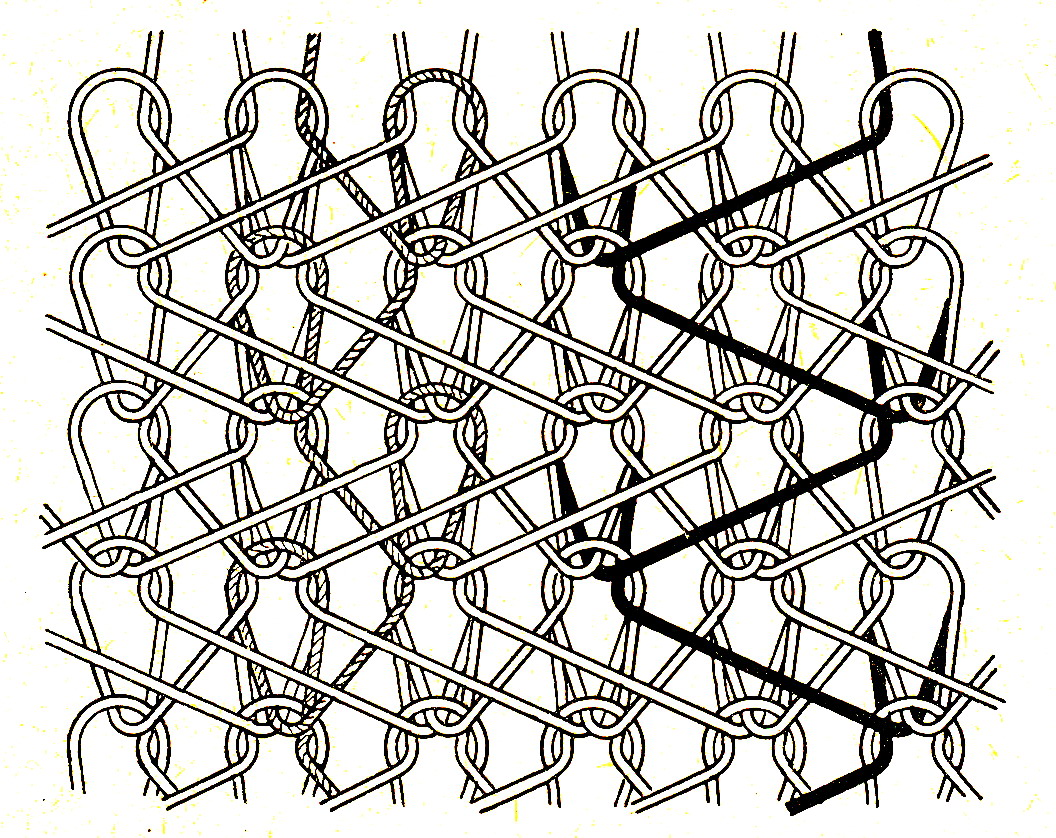
Struktura locknitu na šarmé
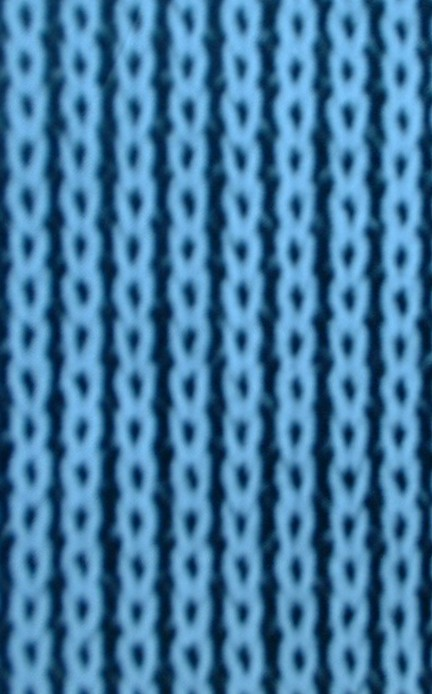
Líc pleteného šarmé
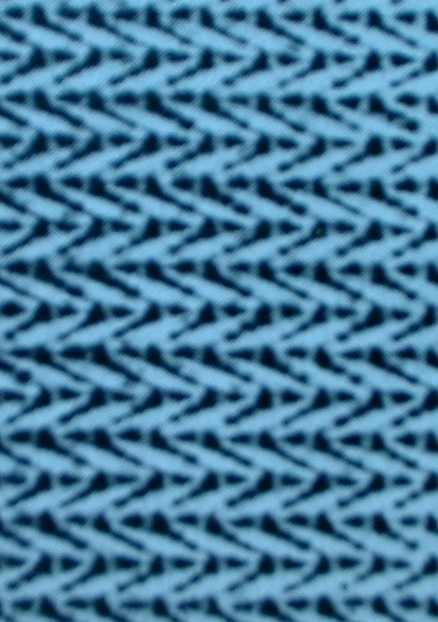
Rubní strana pleteniny

Pletenina se vyrábí většinou ze syntetických filamentů, vedle polyamidových a polyesterových často ve směsi s elastickými vlákny.
Běžně se používají osnovní stávky s jemností E 28 (rozteč jehel 2,8 mm) na
- z PA: 22 dtex = 30 g/m² až 44 dtex = 152 g/m²
- nejjemnější dámské prádlo na strojích s jemností E 44 (rozteč jehel 1,5 mm) z PET filamentu 22 dtex, 46 g/m²
- elastické zboží z filamentu 44 dtex, přední kladecí přístroj: PA, zadní přístroj: elastan

Použití: Jemné dámské prádlo a jako podklad k potiskování na halenky a košilovinu.

## Tkané šarmé
Šarmé se tká v krepové saténové vazbě s vysokým leskem na lícní straně a s matným rubem. Tyto vlastnosti jsou dány převahou 4 nebo více osnovních nití vedle sebe na líci. Šarmé se vyrábělo od pradávna v Číně z přírodního hedvábí jako hedvábný satén. Odkud se dostalo (neznámo kdy) do Evropy, kde se začalo asi od roku 1905 nazývat charmeuse.
Tkanina se vyrábí v 21. století z velké části v Číně z přírodního hedvábí nebo z poylyesterových filamentů, často s příměsí až 5 % elestanu() s hmotností od 52 do 130 g/m².
Vzhled i omak zboží je velmi podobný (poněkud dražšímu) hedvábnému saténu, se kterým se snadno zaměňuje.
Použití: dámské spodní prádlo, luxusní ložní prádlo, svatební šaty, kapesníky, kravaty, záclony, polštáře.

## Galerie šarmé

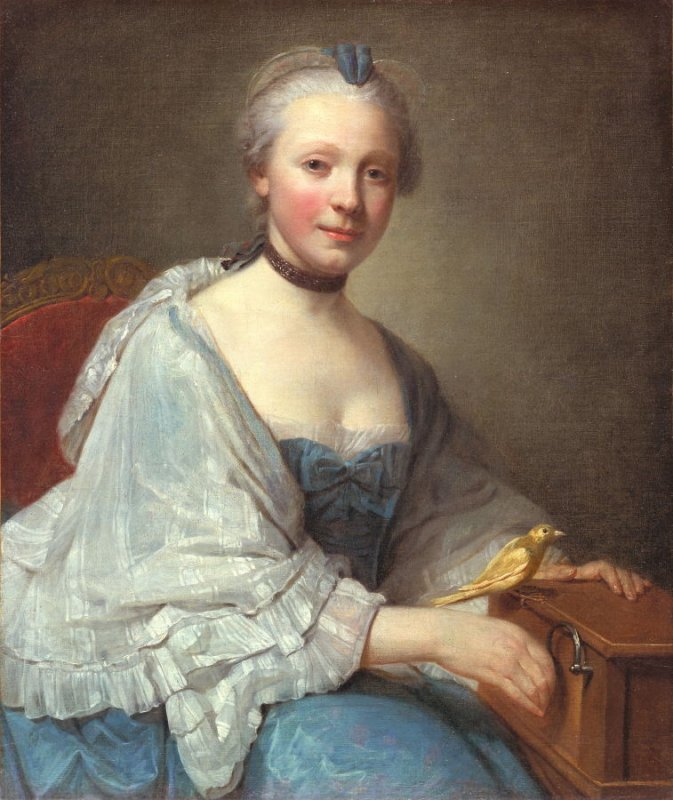
La Charmeuse, okouzlující dáma při hře na kolovrátku (malba cca z roku 1750)
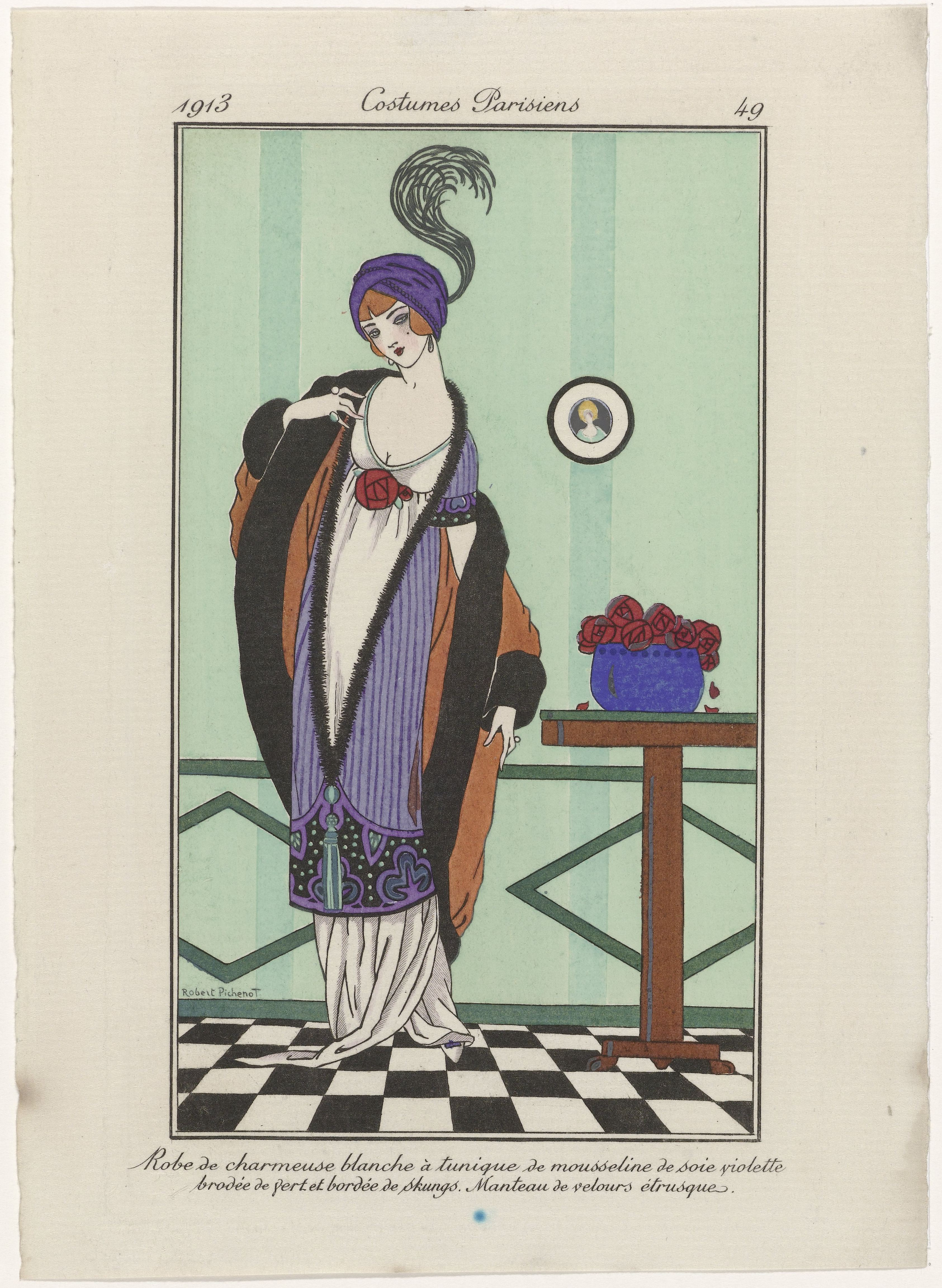
Šaty z bílého šarmé v módním časopise z roku 1913
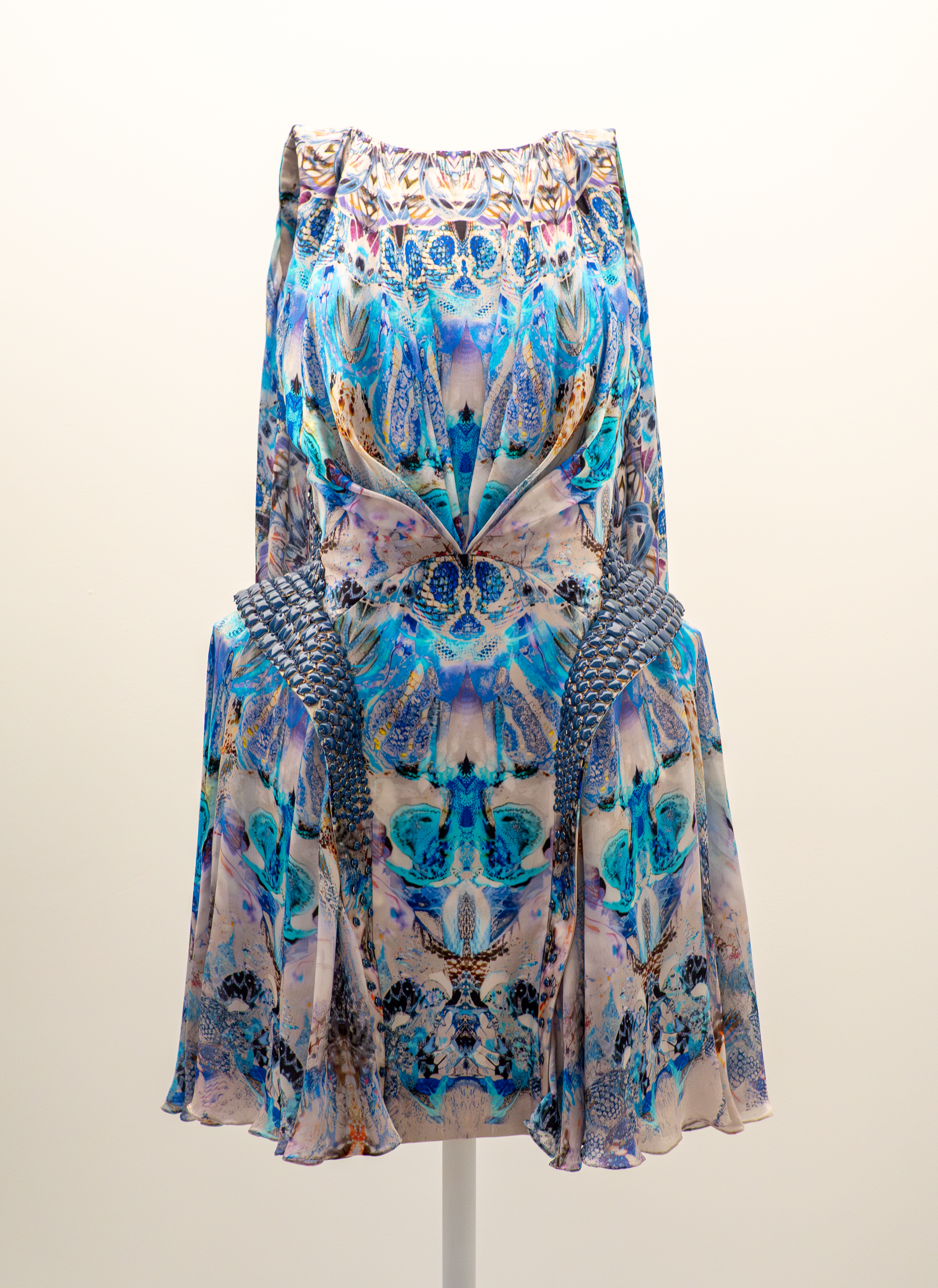
Šaty z bílého hedvábného šarmé digitálně potištěné abstraktním vzorem (sezóna jaro/léto 2010)